# 葡萄球菌感染
葡萄球菌感染是指由葡萄球菌属细菌引起的感染。这些细菌通常栖息在皮肤和鼻子中而且无害，但一旦进入体内，细菌可能会扩散到其他器官當中，细菌产生的毒素可能會导致心搏停止。患者感染後醫生會給患者注射抗生素。然而一些葡萄球菌属细菌已经產生抗生素抗藥性，此時患者只能依賴自身的免疫系统抵御疾病。任何人都可能被葡萄球菌感染，但孕妇、儿童、慢性病患者或有免疫缺陷的人往往更容易感染葡萄球菌。